# Saint-Marien
Pour l’article homonyme, voir Saint-Mariens en Gironde.
Saint-Marien est une commune française située dans le département de la Creuse, en région Nouvelle-Aquitaine.

## Géographie
La commune, située à l'extrême nord du département de la Creuse, est limitrophe du département du Cher et de la région Centre-Val de Loire (communes de Préveranges et de Saint-Priest-la-Marche).
Le territoire communal abrite les sources de la rivière Arnon, affluent du Cher.
| Saint-Priest-la-Marche (Cher) | Préveranges (Cher) |                      |
| Bussière-Saint-Georges        | Saint-Marien       | Saint-Pierre-le-Bost |
|                               | Boussac-Bourg      |                      |

Répartition de la population par village en 1892 : 
- Saint-Marien (bourg) : 181 habitants, 35 maisons
- Nervaud : 18 habitants, 2 maisons
- La Lande : 11 habitants, 3 maisons
- Le Petit Bougnat : 37 habitants, 9 maisons
- Le Lardoinat : 10 habitants, 3 maisons
- La Maison Rouge : 21 habitants, 4 maisons
- Les Coussières : 19 habitants, 3 maisons
- Le Grand Bougnat : 48 habitants, 7 maisons
- Le Moulin de la forge : 13 habitants, 4 maisons
- La Forge : 40 habitants, 6 maisons
- Le Landon : 6 habitants, 2 maisons
- Le Mont : 32 habitants, 5 maisons
- Planchat : 11 habitants, 2 maisons
- Le Darot : 8 habitants, 1 maison
- Jurigny : 27 habitants, 6 maisons.

Le territoire communal est traversé par le sentier de grande randonnée de pays : Sur les pas des maîtres sonneurs.

### Climat
Pour des articles plus généraux, voir Climat de la Nouvelle-Aquitaine et Climat de la Creuse.
Historiquement, la commune est exposée à un climat océanique limousin.  
En 2020, Météo-France publie une typologie des climats de la France métropolitaine dans laquelle la commune est dans une zone de transition entre le climat océanique altéré et le climat de montagne et est dans la région climatique  Ouest et nord-ouest du Massif Central, caractérisée par une pluviométrie annuelle de 900 à 1 500 mm, maximale en automne et en hiver.
Pour la période 1971-2000, la température annuelle moyenne est de 10,1 °C, avec  une amplitude thermique annuelle de 15,4 °C. Le cumul annuel moyen de précipitations est de 969 mm, avec 12,8 jours de précipitations en janvier et 8,3 jours en juillet. Pour la période 1991-2020, la température moyenne annuelle observée sur la station météorologique la plus proche, située sur la commune de Boussac à 8 km à vol d'oiseau, est de 11,0 °C et le cumul annuel moyen de précipitations est de 896,4 mm,. Pour l'avenir, les paramètres climatiques de la commune estimés pour 2050 selon différents scénarios d’émission de gaz à effet de serre sont consultables sur un site dédié publié par Météo-France en novembre 2022.

## Urbanisme

### Typologie
Au 1er janvier 2024, Saint-Marien est catégorisée commune rurale à habitat très dispersé, selon la nouvelle grille communale de densité à 7 niveaux définie par l'Insee en 2022.
Elle est située hors unité urbaine et hors attraction des villes,.

### Occupation des sols
L'occupation des sols de la commune, telle qu'elle ressort de la base de données européenne d’occupation biophysique des sols Corine Land Cover (CLC), est marquée par l'importance des territoires agricoles (98 % en 2018), une proportion identique à celle de 1990 (98 %). La répartition détaillée en 2018 est la suivante : 
prairies (44,9 %), zones agricoles hétérogènes (40,2 %), terres arables (12,9 %), zones urbanisées (1,9 %). L'évolution de l’occupation des sols de la commune et de ses infrastructures peut être observée sur les différentes représentations cartographiques du territoire : la carte de Cassini (XVIIIe siècle), la carte d'état-major (1820-1866) et les cartes ou photos aériennes de l'IGN pour la période actuelle (1950 à aujourd'hui).

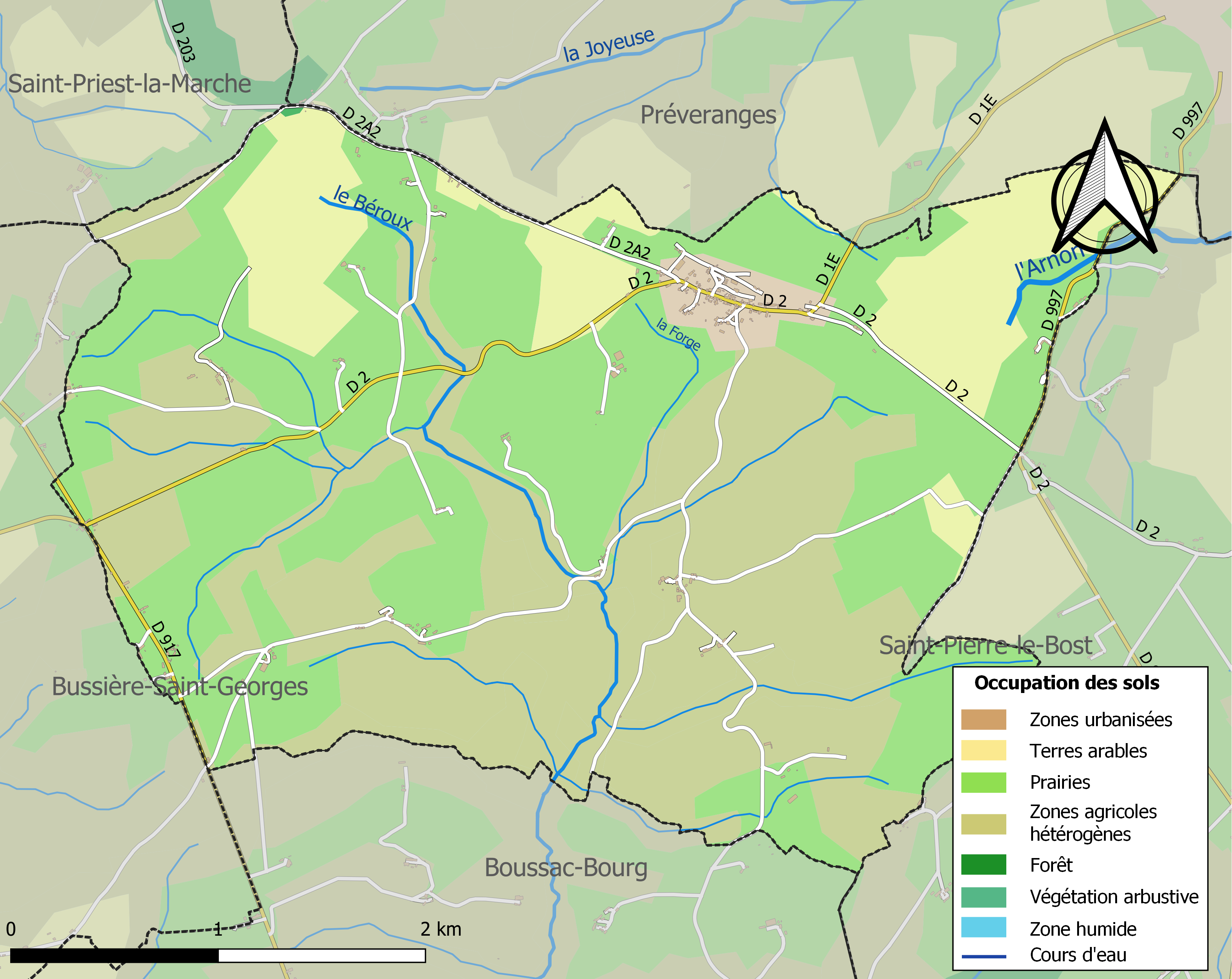
Carte des infrastructures et de l'occupation des sols de la commune en 2018 (CLC).

### Risques majeurs
Le territoire de la commune de Saint-Marien est vulnérable à différents aléas naturels : météorologiques (tempête, orage, neige, grand froid, canicule ou sécheresse) et séisme (sismicité faible). Un site publié par le BRGM permet d'évaluer simplement et rapidement les risques d'un bien localisé soit par son adresse soit par le numéro de sa parcelle.

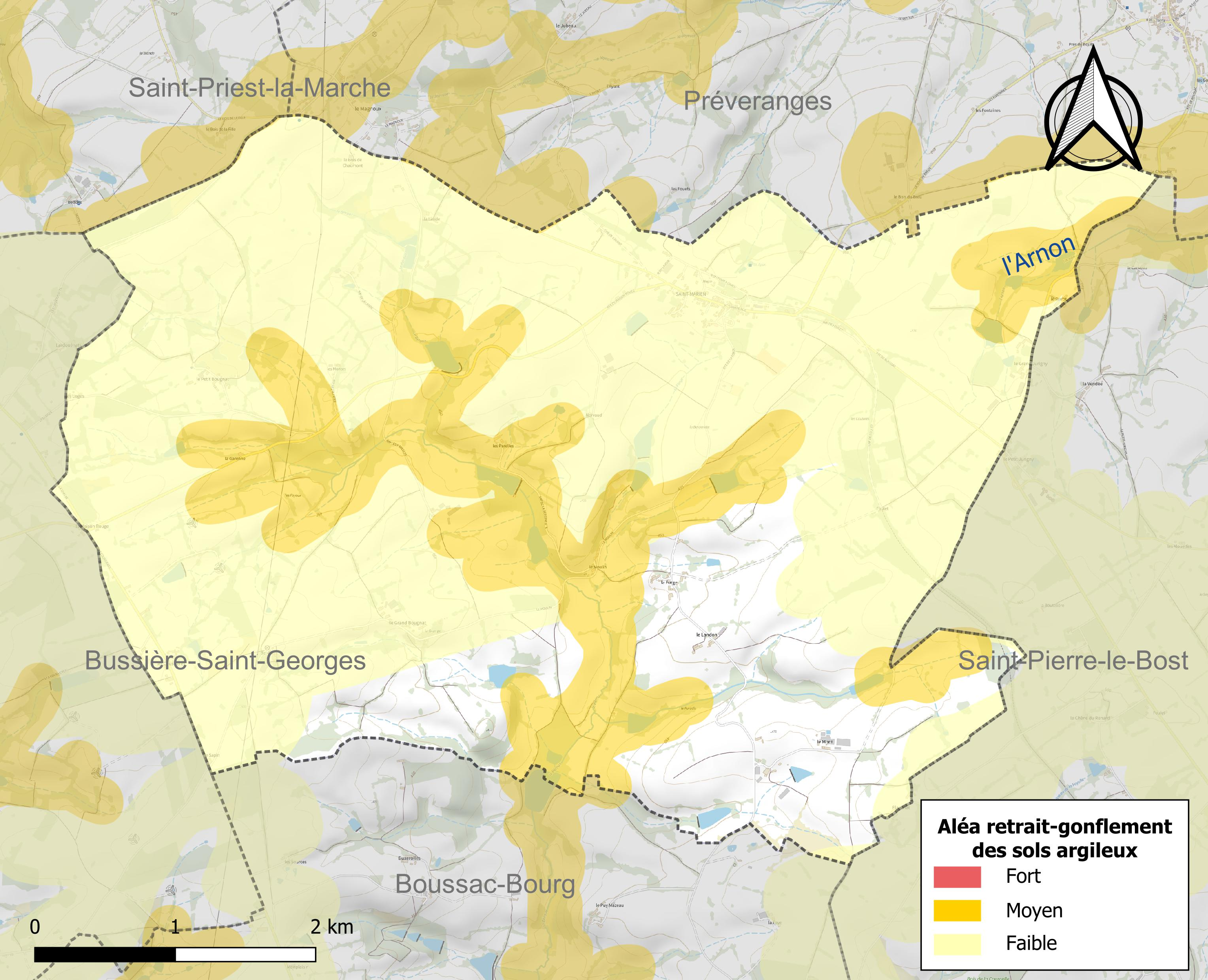
Carte des zones d'aléa retrait-gonflement des sols argileux de Saint-Marien.

Le retrait-gonflement des sols argileux est susceptible d'engendrer des dommages importants aux bâtiments en cas d’alternance de périodes de sécheresse et de pluie. 22,7 % de la superficie communale est en aléa moyen ou fort (33,6 % au niveau départemental et 48,5 % au niveau national). Sur les 156 bâtiments dénombrés sur la commune en 2019,  7 sont en aléa moyen ou fort, soit 4 %, à comparer aux 25 % au niveau départemental et 54 % au niveau national. Une cartographie de l'exposition du territoire national au retrait gonflement des sols argileux est disponible sur le site du BRGM,.
Par ailleurs, afin de mieux appréhender le risque d’affaissement de terrain, l'inventaire national des cavités souterraines permet de localiser celles situées sur la commune.
La commune a été reconnue en état de catastrophe naturelle au titre des dommages causés par les inondations et coulées de boue survenues en 1982 et 1999. Concernant les mouvements de terrains, la commune a été reconnue en état de catastrophe naturelle au titre des dommages causés par des mouvements de terrain en 1999.

## Toponymie
La commune doit son nom à saint Marien qui, né à Bourges, a vécu en ermite dans les bois de la Combraille, après avoir passé six ans dans le monastère du Grand-Pressigny.
Durant la Révolution, la commune porte le nom de Marat.

## Politique et administration
| Période                                  | Période   | Identité        | Étiquette | Qualité     |
| ---------------------------------------- | --------- | --------------- | --------- | ----------- |
| Les données manquantes sont à compléter. |           |                 |           |             |
| mars 1989                                | mars 2001 | Albert Beuze    | PCF       |             |
| mars 2001                                | mars 2008 | Paul Chevalier  |           |             |
| mars 2008                                | En cours  | Thierry Briault | DVG       | Agriculteur |

## Démographie
L'évolution du nombre d'habitants est connue à travers les recensements de la population effectués dans la commune depuis 1793. Pour les communes de moins de 10 000 habitants, une enquête de recensement portant sur toute la population est réalisée tous les cinq ans, les populations de référence des années intermédiaires étant quant à elles estimées par interpolation ou extrapolation. Pour la commune, le premier recensement exhaustif entrant dans le cadre du nouveau dispositif a été réalisé en 2006.

En 2022, la commune comptait 199 habitants, en évolution de +5,85 % par rapport à 2016 (Creuse : −3,32 %, France hors Mayotte : +2,11 %).
| 1793 | 1800 | 1806 | 1821 | 1831 | 1836 | 1841 | 1846 | 1851 |
| ---- | ---- | ---- | ---- | ---- | ---- | ---- | ---- | ---- |
| 288  | 264  | 272  | 343  | 394  | 355  | 354  | 355  | 349  |

| 1856 | 1861 | 1866 | 1872 | 1876 | 1881 | 1886 | 1891 | 1896 |
| ---- | ---- | ---- | ---- | ---- | ---- | ---- | ---- | ---- |
| 359  | 354  | 384  | 368  | 396  | 445  | 484  | 547  | 537  |

| 1901 | 1906 | 1911 | 1921 | 1926 | 1931 | 1936 | 1946 | 1954 |
| ---- | ---- | ---- | ---- | ---- | ---- | ---- | ---- | ---- |
| 533  | 546  | 526  | 517  | 506  | 524  | 486  | 440  | 400  |

| 1962 | 1968 | 1975 | 1982 | 1990 | 1999 | 2006 | 2011 | 2016 |
| ---- | ---- | ---- | ---- | ---- | ---- | ---- | ---- | ---- |
| 389  | 354  | 304  | 262  | 232  | 186  | 175  | 189  | 188  |

| 2021 | 2022 | - | - | - | - | - | - | - |
| ---- | ---- | - | - | - | - | - | - | - |
| 193  | 199  | - | - | - | - | - | - | - |

## Culture locale et patrimoine

### Lieux et monuments
- Église Saint-Marien de Saint-Marien du XIe siècle et XIIe siècle[Passage contradictoire].

Une église existait déjà à la fin du IXe siècle. Raoul de Déols, Odo son fils et Gérard Litort de la Roche–Villebat donnèrent cette église à Sureil vers l'an 1080. Les archives de la Haute-Vienne possèdent une « Sauvegarde accordée par O. de Dolis aux habitants de Saint-Marien, en considération de l'église du lieu, vers 1091 ». L'église actuelle date du XIIIe siècle[Passage contradictoire]. Elle présente une nef de trois travées, la dernière formant le chœur, ainsi que deux chapelles (nord et sud). La nef était voûtée d'ogives à nervure de profil tonique dont il reste quelques vestiges. Dans le chœur, une crédence double en tracé brisé, encadrée d'un tore et ornée d'un cordon avec crochets à hauteur de la naissance des arcs, imite un dispositif de portail. Le clocher, situé sur la première travée de la nef, héberge la cloche qui date de 1506.
- Ancienne gare avec marquise et lampisterie.
- Fontaine d'Arnon, près du village de Jurigny ; elle est située non loin des sources de l'Arnon. Un pèlerinage y était organisé le 10 octobre (le dernier remonterait à 1892).
- Vestiges du « Château Breton », dans le bois du Breuil.
- Dolmen, appelé la « Pierre Folle », et traces d'une ancienne voie romaine.

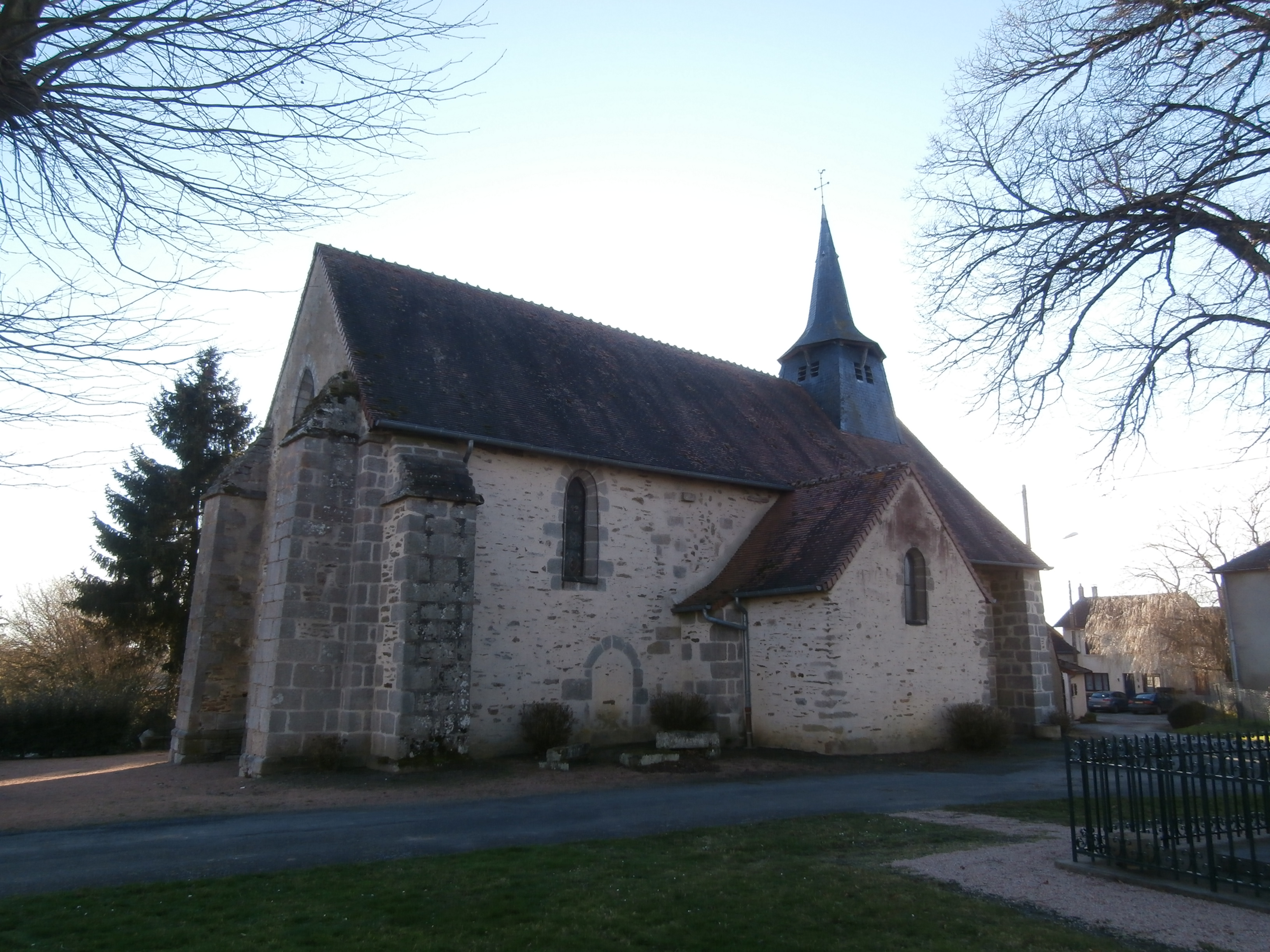
l'église
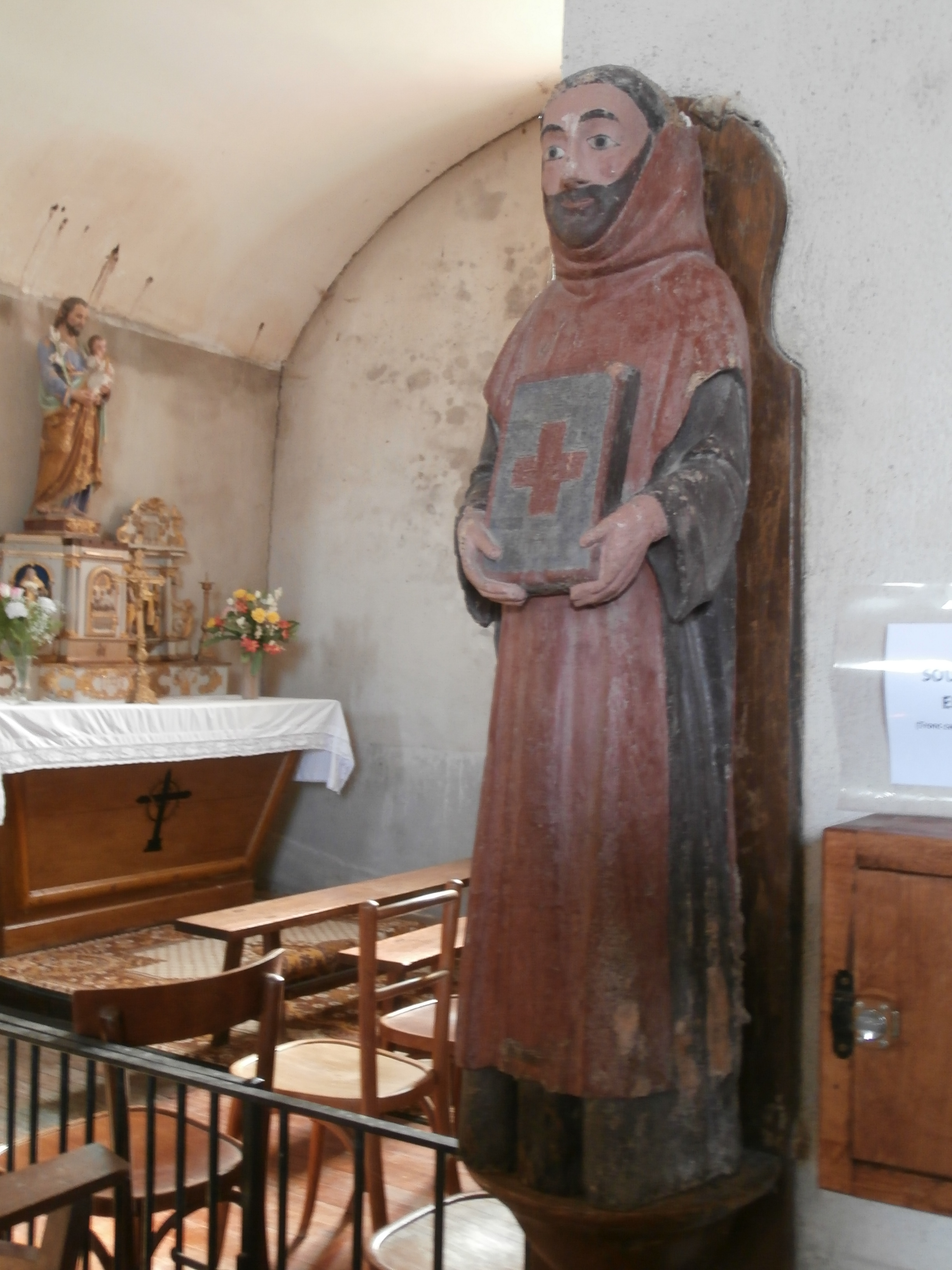
Statue de saint Marien
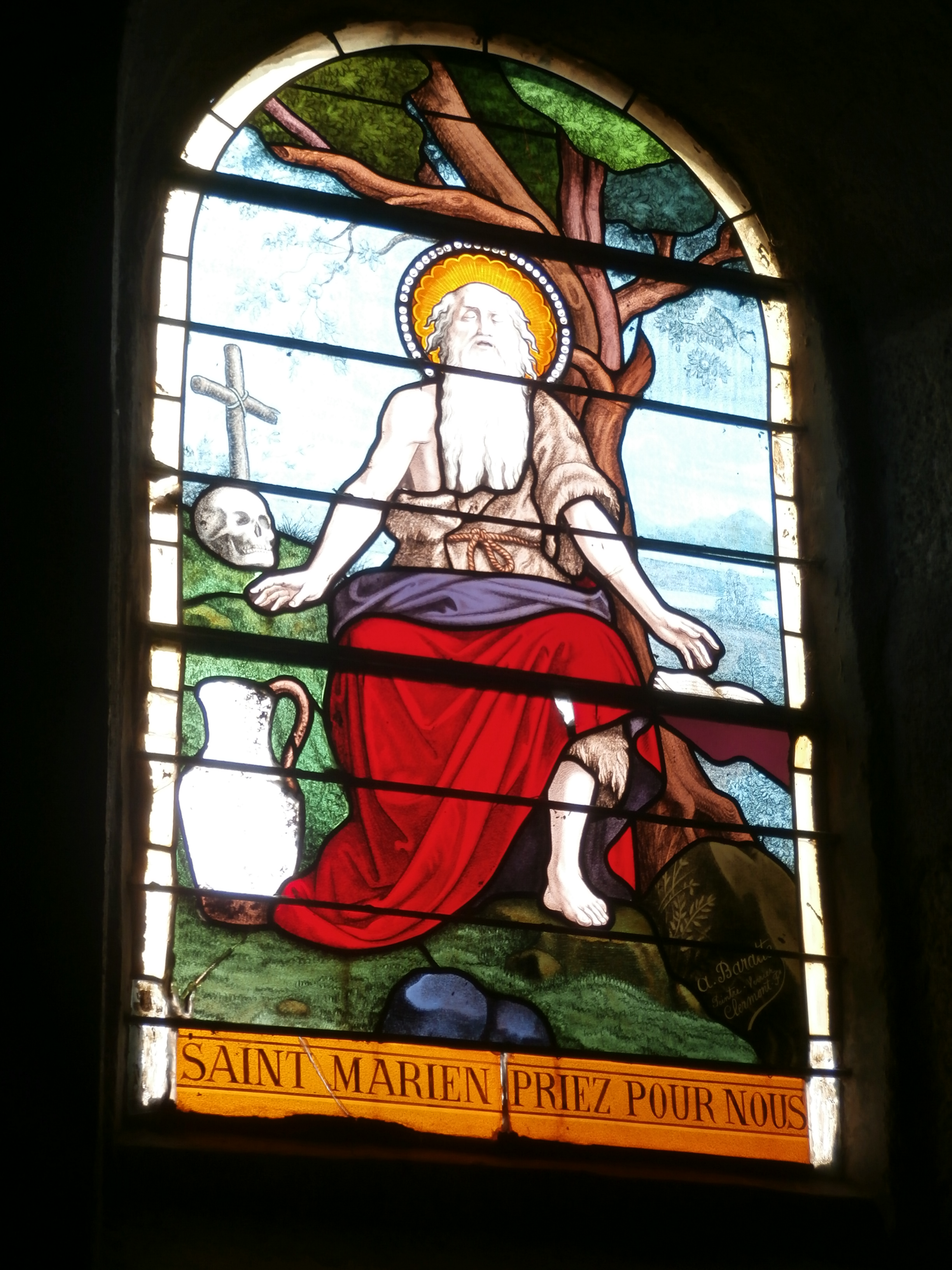
Vitrail de saint Marien

### Patrimoine naturel
Les nombreux chemins de la commune sont très propices à la promenade ou à la randonnée. Le GR 46 passe dans la commune.